# جائزة أفضل لاعب كرة قدم في العالم 1995
فاز بجائزة أفضل لاعب كرة قدم في العالم 1995 الليبيري جورج ويا.